# Fabrizio Simoncioni
Fabrizio Simoncioni (Arezzo, Toscana; 11 de junio de 1965), más conocido como Simoncia, es un músico, ingeniero de sonido y productor italiano. 

## Biografía
Ingeniero de sonido de fama internacional. Empieza su carrera en Italia como cantante y músico profesional en los '80s, componiendo e interpretando varios discos exitosos. Sus discos "Susy Oh!" y "Hello?" siguen siendo "cult" en el género italo disco.
A causa de un grave accidente automovilístico termina su carrera artística, y empieza a estudiar física y acústica para convertirse en ingeniero de sonido. Desde el 1988 hasta el 2007 graba, mezcla y produce más de 80 álbumes con los más famosos artistas rock y poprock de Italia y latinos, ganando más de 51 discos de platino y varios de oro.
Desde el 1998 y hasta el 2005 toca en vivo como tecladista con Ligabue, en frente de un total de más de 1,500,000 personas.
En el 2007 llega a México comenzando a trabajar con Ettore Grenci productor, músico y compositor reconocido por sus éxitos con OV7, Kalimba Marichal y varios otros. Junto con otros reconocidos músicos italianos fundan un equipo de producción en la Ciudad de México. Producen el tema de la serie televisiva HBO Capadocia interpretado por Kany García. Participan junto a Reyli y Playa Limbo en la trasmisión Fusion A2 de Sony Entertainment Television.
En el 2008 realiza el disco "Mi Otro Yo" de Kalimba Marichal por Sony Music y el disco Aquí estoy de Carlos Peña, ganador de la segunda temporada del Reality Show Latin American Idol transmitido por Sony Entertainment Televisión de Latinoamérica. Con Playa Limbo realiza el tema de "Un Gancho al Corazón".
En el 2009 graba y mezcla el éxito de Yuridia “Nada es color de rosa" para Sony Music, ganando dos discos de platino por más de 150,000 copias vendidas.
El mismo año mezcla el disco solista de Erik Rubín "Aquí y ahora", ganando un de disco de oro.
En el 2010 firma la realización del sencillo de Anahí "Alérgico" y graba y mezcla "iTunes Originals" del artista Aleks Syntek. En el 2011 graba y mezcla el álbum de Reik "Peligro".
En el 2012 siempre para Sony Music ha producido, grabado y mezclado el CD "fOreVer7" de OV7 y está involucrado en la producción del nuevo disco de la banda glam rock Moderatto.
Siempre en este año recibe la nominación en la categoría "disco del año" en los XIII Latin Grammy para la grabación y mezcla de Peligro de Reik
El primero de junio del 2013 toca el piano en vivo en el Auditorio Nacional de la Ciudad de México como invitado de Moderatto en el "Carisma Tour".
En su trayectoria ha trabajado con productores-ingenieros internacionales como Tom Lord-Alge (Rolling Stones, Marilyn Manson, Crash Test Dummies), Ethan Allen (Tricky), Michael Tacci (Metallica), Rick Parashar (Pearl Jam, Nickelback), Ian Cooper (Van Morrison, Peter Gabriel, David Bowie), David Leonard (Prince) Scott Mathews (Barbra Streisand, Keith Richard) y Kiko Cibrián.
Fabrizio Simoncioni es también un piloto de avión en su tiempo libre.

## Discografía en español
- Bárbara - de Bárbara MUÑOZ (Sony Music 2007) grabado y mezclado en Sonic Ranch, El Paso (EE. UU).
- Liquid Skydiver - de Sour Souls (2008) grabado y mezclado en Sonic Ranch, El Paso (EE. UU.).
- Bajo el Mismo Cielo - de Kany García (Warner Music 2008) grabado y mezclado en Montecristo Studio, Ciudad de México.
- Buenos Días - de Mike Sierra (Universal Music 2008) grabado en Sonic Ranch, El Paso (EE. UU.).
- Mi Otro Yo - de Kalimba Marichal (Sony Music 2008) grabado y mezclado en Sonic Ranch El Paso y Henson's studios Los Angeles (EE. UU).
- Un Gancho al Corazón - de Playa Limbo (Sony Music 2008) grabado y mezclado en Obra negra Studio, Ciudad de México.
- Aurum - de Aurum (WestWood 2009) grabado y mezclado en Sonic Ranch, El Paso (EE. UU).
- Aquí estoy - de Carlos Peña (Sony Music 2009) grabado y mezclado en Sonic Ranch, El Paso (EE. UU.).
- Nada es Color de Rosa - de Yuridia (Sony Music 2009) grabado y mezclado en Sonic Ranch El Paso y Henson's studios Los Angeles (EE. UU.).
- Aquí y Ahora - de Erik Rubín (Sony Music 2009) grabado y mezclado en Obra negra Studio, Ciudad de México.
- iTunes Originals 2010 - de Aleks Syntek (EMI Music 2010) grabado y mezclado en Obra negra Studio, Ciudad de México.
- Otra Realidad - de GEE (Universal Music 2010) grabado y mezclado en Sonic Ranch, El Paso (EE. UU.).
- Alérgico - de Anahí (EMI Music 2010) grabado en Obra negra Studio, Ciudad de México y mezclado en Sonic Ranch, El Paso (EE. UU.).
- Dividida y Rendirme En Tu Amor - de Anahí (EMI Music 2011) temas de la novela tv "Dos Hogares" grabados en Estudio 19, Ciudad de México y mezclados en Sonic Ranch, El Paso (EE. UU.).
- :F - de Ferzio (Ferzio 2011) grabado y mezclado en SoundPark Studio, Ciudad de México y en Sonic Ranch, El Paso (EE. UU.)
- Peligro - de Reik (Sony Music 2011) grabado y mezclado en Sonic Ranch, El Paso (EE. UU.).
- Memories - de Strike3 (Warner Chappell Music 2011) grabado y mezclado en Sonic Ranch, El Paso (EE. UU.).
- Miró - de Miró (EMI Music 2011) grabado y mezclado en Sonic Ranch, El Paso (EE. UU.).
- El Cielo En Tu Mirada - O.S.T. (Dragora Records 2012) mezclado en Sonic Ranch, El Paso (EE. UU).
- fOreVer 7 - de OV7 (Sony Music 2012) producido, grabado y mezclado en Sonic Ranch, El Paso (EE. UU.).
- Carisma - de Moderatto (EMI Music 2012) grabado en Sonic Ranch, El Paso (EE. UU.).
- "Color Amor" - de Ana Victoria (Sony Music 2013) mezclado en The Garage Studio (Italia)
- "Perdimos El Control" - de Carlos Baute (Warner Music 2015). mezclado en The Garage Studio (Italia)

## Discografía italiana
- Union - de Union AAVV - Cgd records Italy (1990) grabado y mezclado en Al Capone Studios Arezzo.
- Io Son Rettore e Canto - de Donatella Rettore (1991) grabado y mezclado en Al Capone Studios Arezzo.
- El Diablo - de Litfiba (1991) grabado y mezclado en Al Capone Studios Arezzo.
- Sogno Ribelle - de Litfiba (1992) grabado y mezclado en Al Capone Studios Arezzo & StudioEmme (Florencia)
- Terremoto - de Litfiba (1993) grabado y mezclado en IRA Soundlab Florencia.
- Ottavo Padiglione - de Ottavo Padiglione (1993) grabado y mezclado en IRA Soundlab Florencia.
- Colpo di coda (tour Terremoto Live) - de Litfiba (1994) mezclado en IRA Soundlab Florencia.
- Negrita - de Negrita (1994) grabado y mezclado en IRA Soundlab Florencia.
- Hello - de Interno 17 (1995) grabado y mezclado en IRA Soundlab Florencia.
- Lacio Drom (dal tour Spirito) - de Litfiba (1995) grabado y mezclado en IRA Soundlab Florencia.
- Paradisi per Illusi - de Negrita (1995) grabado en Larione 10 y mezclado en IRA Soundlab Florencia.
- Mollami - de Extrema y Articolo 31 (1996) grabado y mezclado en IRA Soundlab Florencia.
- Radio - de Interno 17 (1996) grabado y mezclado en IRA Soundlab Florencia.
- Solo - de Paolo Belli (1996) grabado y mezclado en IRA Soundlab Florencia.
- Alterazioni - de Estra (1997) mezclado en IRA Soundlab Florencia.
- XXX - de Negrita (1997) grabado en Daniel Lanois’ KINGSWAY studio New Orleans (EE. UU).
- Settevite - de 7Vite (1997) grabado y mezclado en Logic Studio Milán.
- Cuore - de Gianna Nannini (1998) grabado en JungleSoundStudio, Milán y CTS Studio Londres y mezclado en Hyper Studio, Florencia
- Radiofreccia - de Luciano Ligabue (1998) grabado en SOUTHERN TRACKS Studio, Atlanta (EE. UU) y mezclado en studio Esagono Reggio Emilia.
- Miss mondo - de Luciano Ligabue (1999) grabado en Zoo Aperto Studio Reggio Emilia y mezclado en Logic Studios Milán)).
- Il mio nome è mai più - de LigaJovaPelù (1999) grabado en Zoo Aperto Studio Reggio Emilia y mezclado en Hyper studio Florencia.
- Lula - de Lula (1999) grabado y mezclado en IRA Soundlab Florencia.
- Così è la vita - de Aldo Giovanni y Giacomo (1999) grabado y mezclado en Holliwood Garage Studio Arezzo.
- Reset - de Negrita (1999) grabado y mezclado en Holliwood Garage Studio Arezzo.
- In Arena DVD live - de Ligabue (1999) grabado en vivo en Arena de Verona.
- Stato di necessità - de Carmen Consoli (2000) mezclado en Fonoprint Bolonia.
- Gazosa - de Gazosa (2000) grabado en STEMMA Studios y mezclado en studio QUATTRO1 Roma.
- Sdraiato su una nuvola - de Gianluca Grignani (2000) grabado en NEXT Studio Milán y mezclado en CAPRI DIGITAL Studio Capri Nápoles.
- Tunnel supermarket - de Estra (2001) grabado y mezclado en studio Esagono di Rubiera Reggio Emilia.
- Orchidea porpora - de Lara Martelli (2001) grabado en SOUTHERN TRACKS Studio Atlanta (EE. UU) y STEMMA Studios y mezclado en studio QUATTRO1 Roma.
- Fuori come va? - de Luciano Ligabue (2002) grabado en Zoo Studio Reggio Emilia y mezclado en Fonoprint Bolonia.
- Shisa - de Mietta (2002) grabado y mezclado en STEMMA Studios Roma.
- Vertigine - de Negrita (2002) mezclado en Medastudio/l'Isola, Milán.
- Bologna e Piove - de Federico Poggipollini (2003 mezclado en Fonoprint Bolonia.
- La cura del Tempo - de Niccolò Fabi (2003) mezclado en STEMMA Studios Roma.
- Giro d'Italia - de Luciano Ligabue (2003) grabado en vivo en el tour homónimo y mezclado en Fonoprint Bolonia.
- Larger than life - de Silv3rman (2004) mezclado en STEMMA Studios Roma.
- Admiring Venus - de Stellakovalsky (2004) producto, grabado y mezclado en ALARI PARK Recording Cernusco S/N Milán.
- Nome e Cognome - de Luciano Ligabue (2005) grabado y mezclado en Zoo Studio Reggio Emilia.
- Novo Mesto - de Niccolò Fabi (2006) grabado en RSL Production Novo Mesto Eslovenia y mezclado en STEMMA studios, Roma.
- Il latitante - de Daniele Silvestri (2007) grabado y mezclado en Officine Meccaniche Milán.
- Vintage Boy - de Irene Fornaciari (2009) grabado y mezclado en Officine Meccaniche Milán.
- "Déjà Vù" - de Negrita (2013) mezclado en The Garage Studio Arezzo
- "Eutòpia" - de Litfiba (2016) grabado y mezclado en DPoT Recording Arts Prato
- "Supereoi" - de Il Pan Del Diavolo (2016) grabado y mezclado en DPoT Recording Arts Prato